# Palotás (Hungria)
Palotás é um município da Hungria, situado no condado de Nógrád. Tem 17,07 km² de área e sua população em 2015 foi estimada em 1.588 habitantes.